# 加藤明友
加藤 明友（かとう あきとも）は、石見吉永藩主、後に近江水口藩の初代藩主。加藤嘉明の孫にあたる。水口藩加藤家3代。

## 生涯
元和7年（1621年）9月（元和元年（1615年）生まれとも）、陸奥会津藩の第2代藩主・加藤明成の庶長子として大坂で生まれる。正室の子供でなかったため、父の命令で京都の山田氏に預けられて養育された。しかし正室との間に男児が恵まれなかったため、寛永11年（1634年）に江戸に戻されて世子に指名された。
寛永20年（1643年）5月、父の明成は改易され、会津領も没収された。その後、祖父・嘉明の功績を江戸幕府より評価されて明友に新たに1万石が与えられて、石見国に吉永藩を6月に立藩した。
40万石を領する大藩からわずか1万石の小藩にまで成り下がったため、家臣団の縮小などを余儀なくされ、藩財政は一気に悪化した。このため、旧領会津から漆器製造者を招聘し、さらに桐・櫨・梅などの栽培を奨励したりするなど、殖産興業に尽力している。また、やはり足りない分を補うために年貢増徴政策なども行なっているが、このためにのちに加藤氏が水口藩に移封されて同地が公儀御料（天領）となった後も、公儀御料の中では特に税率の高い地域になったといわれている。藩の行政機構は小藩になったことから以前より未熟なものとなったとされているが、実情には不明な点も多い。父の明成は隠居して同藩領に住み、万治4年（1661年）1月21日に死去した。
天和2年（1682年）6月19日、祖父の功績、および明友が奏者番として立てた功績を評価され、1万石を加増の上で近江水口に移封された。
天和3年（1683年）12月7日に死去。享年63。跡を長男の明英が継いだ。

## 系譜
父母
- 加藤明成（父）

子女
- 加藤明英（長男）
- 溝口政親[1]（次男）
- 加藤明治（三男）